# La Chasse au Requin Tueur
Pour plus de détails, voir Fiche technique et Distribution.
La Chasse au requin tueur (Hai-Alarm auf Mallorca ; titre anglais : Shark Attack in the Mediterranean) est un téléfilm allemand réalisé par Jorgo Papavassiliou. Il a été diffusé sur M6, W9 et 6ter.

## Synopsis
Après la mort de sa femme, Rebecca, causé par un requin dont l'espèce est inconnue, Sven Hansen décide de déménager sur les îles balnéaires de Majorque avec sa fille Maja. Mais celle-ci travaillera dans une équipe de plongée pour touristes avec Javier qui lui, décide d'emmener des touristes sur le gouffre de Santoro. Un endroit maudit où l'on y cache la légende de Migaïl et Mariana, morts dans un accident de bateau. Mais cet endroit y habite aussi une créature. Une espèce de requin disparu depuis des millions d'années. Le Mégalodon. Sven découvre que ce requin a tué sa femme et fera en sorte de le tuer à l'aide de la biologiste Julia Bennet. Son entourage le croira-il ?

## Fiche technique
- Titre : La Chasse au requin tueur
- Titre original : Hai Alarm Auf Mallorca
- Titre anglais : Shark Attack in the Meditteranean
- Réalisation : Jorgo Papavassiliou
- Scénario : Jörg Alberts, Roland Heep, Frank Koopmann et Don Schubert
- Musique : Kay Skerra
- Photographie : Yvonne Tratz
- Montage : Daniela Beauvais
- Production : Hermann Joha et Peter Weckert
- Société de production : Action Concept Film- und Stuntproduktion
- Pays d'origine :  Allemagne,
- Langue : Allemand, Français, Anglais
- Genre : Action, aventure, drame, thriller, horreur et science-fiction
- Durée : 109 minutes
- Dates de sortie : 
  - Allemagne 2004 ;
  - France : 2005

## Distribution
- Ralf Moeller (VF : Constantin Pappas): Sven Hansen
- Julia Stinshoff (VF : Suzanne Sindberg): Julia Bennet
- Gregor Bloéb (VF : Antoine Tomé): Carlos Rivera
- Katy Karrenbauer (VF : Cathy Cerda): Dr. Verena Brandauer
- Oona Devi Liebich (VF : Mélody Dubos): Maja Hansen
- Patrick Pinheiro (VF : Magid Bouali): Fabio Ortega
- Simone Hanselmann : Tina Stein
- Carsten Spengemann : Javier
- Jeanette Biedermann : Jeanette Biedermann
- Anna Bertheau (VF : Alicia Sportiello): Charlotte
- Jasin Challah : Tobias
- Vanessa Hilger : Lena
- Yvonne Maria Schäfer : Chica
- Ottfried Fischer : Le Millionnaire
- Dayan Kodua : L'organisatrise

Studio de doublage : Chinkel
Direction Artistique : Anne Giraud